# دم‌اسب هیمالیایی
دم‌اسب هیمالیایی (نام علمی: Equisetum diffusum) نام یک گونه از سرده دم‌اسب است.